# Rhinella amabilis
Rhinella amabilis és una especie de gripau de la família dels bufònids. Va ser descrit com Bufo amabilis per Jennifer Phamuk i Fatemeh Kadivar el 2003.

## Distribució
Viu a una altitud de 2050-2200 m a la conca de Loja, una vall interandina a la província de Lojaa Equador.
Segons la Llista Vermella de la UICN és en perill crític.